# Brebbia
Brebbia – miejscowość i gmina we Włoszech, w regionie Lombardia, w prowincji Varese.
Według danych na rok 2004 gminę zamieszkiwało 3119 osób, 519,8 os./km².